# Ras Ijerri
Ras Ijerri  (in arabo رأس اجري‎?) è un centro abitato e comune rurale del Marocco situato nella provincia di El Hajeb, regione di Fès-Meknès. Conta una popolazione di 6 502 abitanti (censimento 2014).